# バスケットボールカナダ代表
バスケットボールカナダ代表（Canada national basketball team）は、カナダバスケットボールにより国際大会に派遣されるバスケットボールのナショナルチームである。
バスケットボールが初めて採用されたベルリンオリンピックに出場し、銀メダルを獲得。
1980年に開催された第1回アメリカ選手権でも準優勝を果たす。
しかし近年は国際大会でのタイトルに縁が無い。
2021年、オリンピック予選は地元ビクトリアでの開催となり、アンドリュー・ウィギンスやR・J・バレットらNBA選手を多数招集したものの、予選決勝トーナメントのチェコ戦で延長戦の末敗れ、オリンピック出場を逃している。

## 主な国際大会成績
- オリンピック
  - 1936年：銀メダル
  - 1948年：9位
  - 1952年：9～16位
  - 1956年：9位
  - 1964年：14位
  - 1976年：4位
  - 1984年：4位
  - 1988年：6位
  - 2000年：7位
- ワールドカップの成績
  - 1954年：7位
  - 1959年：12位
  - 1963年：11位
  - 1970年：10位
  - 1974年：8位
  - 1978年：6位
  - 1982年：6位
  - 1986年：8位
  - 1990年：12位
  - 1994年：7位
  - 1998年：12位
  - 2002年：13位
  - 2010年：21位
  - 2019年：21位
- アメリカ選手権の成績
  - 準優勝：2回（1980年,1999年）
  - 3位：4回（1984年,1988年,2001年,2015年）

## 主な歴代選手
- スティーブ・ナッシュ
- トッド・マカロック
- リック・フォックス
- ジョエル・アンソニー
- アンドリュー・ニコルソン
- トリスタン・トンプソン
- コーリー・ジョセフ
- ケリー・オリニク
- ニック・スタウスカス
- ジャマール・マレー
- アンドリュー・ウィギンス
- シェイ・ギルジアス・アレクサンダー
- R・J・バレット
- トレイ・ライルズ
- ロバート・サクレ
- アンソニー・ベネット
- タイラー・エニス
- ニッケル・アレクサンダー＝ウォーカー
- ケム・バーチ
- カイル・ウィルトジャー
- メルビン・エジム
- フィリップ・スクラブ
- トーマス・スクラブ
- ブレイディ・ヘスリップ
- ケビン・パンゴス
- ダラーノ・バントン
- ディロン・ブルックス
- ルゲンツ・ドート
- ドワイト・パウエル
- アンドリュー・ネムハード
- マイカル・マルダー
- オリヴィエ・ハンラン
- サミュエル・ダレンバート
- アンディ・ロウティンス

## 歴代ヘッドコーチ
- ジェイ・トリアーノ（1999-2004,2012-2019）
- ニック・ナース（2019-）